# Gustav Gregorin
Gustav Gregorin, slovenski pravnik, politik in gospodarstvenik, * 10. april 1860, Sežana, † 30. maj 1942, Ljubljana.

## Življenje in delo
Rodil se je v družini gostilničarja Jakoba in gospodinje Frančiške Gregorin rojene Scherer. Gimnazijo je obiskoval v Trstu (1870-1878), pravo je študiral na dunajski Univerzi (1878-1882) in doktoriral na  Univerzi v Gradcu (1887).
Po opravljeni praksi v Sežani (od 1882) in Postojni (od 1888) je leta 1890 odprl odvetniško pisarno v Trstu, kjer je sodeloval v političnem društvu Edinost in bil tu pred 1. svetovno vojno med vodilnimi slovenskimi politiki. Sodeloval je pri vsaki pomembni slovenski politični in gospodarski akciji (ustanovitev Jadranske banke, Tržaške posojilnice in hranilnice, sprememba lista Edinost v dnevnik, volilni boj). Dvakrat je bil zastopnik Slovencev v tržaškem mestnem svetu, izvoljen v goriški deželni zbor (1908, 1909, 1910) in bil na Goriškem izvoljen tudi za poslanca državnega zbora (1911).
Med 1. svetovno vojno je deloval v Jugoslovanskem odboru v Londonu, v Ženevi je novembra 1918 sodeloval pri pogovorih za ustanovitev nove jugoslovanske države. Bil je član jugoslovanske delegacije na mirovnih pogajanjih v Parizu, kjer je 1919 izdal brošuro La question de l'Adriatique, s katero je zavrnil italijanske zahteve glede Trsta.
Leta 1920 se je naselil v Ljubljani in se ukvarjal predvsem z gospodarsko problematiko; med drugim je bil ljubljanski urednik vodilne jugoslovanske gospodarske revije Bankarstvo.